# Mary Innebeer
Mary Innebeer, née le 2 novembre 2001 à Saint-Pol-sur-Mer, est une footballeuse française évoluant au poste de gardienne de but au LOSC Lille.

## Biographie

### Carrière en club
Manon Revelli commence le football dans son département natal, au FC Loon-Plage. En 2016, elle intègre les équipes de jeunes du LOSC Lille. En 2020, elle rejoint le Grand Calais Pascal FC.

### Carrière internationale
Sélectionnée dans plusieurs catégories de jeunes avec la France, Manon Revelli est appelée pour faire partie du groupe participant au championnat d'Europe des moins de 19 ans remporté par l'équipe de France U19 en juillet 2019. 

## Palmarès
France -19 ans
- Euro -19 ans (1) :
  - Vainqueur : 2019.